# Rhinophis oxyrhynchus
Rhinophis oxyrhynchus là một loài rắn trong họ Uropeltidae. Loài này được Schneider mô tả khoa học đầu tiên năm 1801.